# Lothey
 Lothey  (en bretón Lotei) es una población y comuna francesa, situada en la región de Bretaña, departamento de Finisterre, en el distrito de Châteaulin y cantón de Pleyben.

## Demografía
| 524 | 467 | 427 | 432 | 505 | 439 |
| Para los censos de 1962 a 1999 la población legal corresponde a la población sin duplicidades (Fuente: INSEE [Consultar]) |     |     |     |     |     |